# Ulrich Mann (Theologe)
Ulrich Mann (* 11. August 1915 in Stuttgart; † 13. März 1989 in Tutzing) war ein evangelischer systematischer Theologe und Präsident des Deutschen Alpenvereins (DAV).

## Theologe
Mann lehrte in Tübingen, ab 1962 in Saarbrücken. Ursprünglich in der Tradition der Dialektischen Theologie denkend (Vom Wesen des Protestantismus, 1964), beschritt er später Wege, die sich positiver mit dem Phänomen Religion auseinandersetzten, so bereits in seinem Werk Das Christentum als absolute Religion (1970).
Mann gehört zu den Anregern und Querdenkern im Protestantismus des 20. Jahrhunderts. Konsequent versuchte er einen Weg zu gehen, der „synoptische“, zusammenschauende Denken, das Tiefenpsychologie, Religionsphilosophie und Theologie mit empirischer Religionswissenschaft verband. Die Religion in den Religionen (1975) stellt einen religionstheologischen Entwurf dar. Von 1970 bis 1987 stand Ulrich Mann als Präsident dem Bund für Freies Christentum vor.
In seinen späten Jahren hat er sich mit dem Werk von Gustav Mensching auseinandergesetzt und insbesondere den Gedanken der „materialen Toleranz“ (bei Mensching: „inhaltliche Toleranz“) rezipiert.

## Deutscher Alpenverein
Als Autor und Leiter der Zeitschrift „Nachrichten des Alpenvereins Schwaben“ war er von 1956 bis 1962 tätig. Für die 100-jährige Festschrift der Sektion Schwaben (1869 bis 1969) schrieb er das Geleitwort. Vor allen Dingen waren ihm als Theologe und Philosoph die ethischen und kulturellen Werte des Bergsteigens besonders wichtig. Im Deutschen Alpenverein (DAV) begleitete er das Amt des 3. Vorsitzenden von 1965 bis 1966 und hat dann den großen Sprung zum 1. Vorsitzenden von 1967 bis 1974 an die Spitze des weltweit größten Bergsteigerverbands vollzogen.